# Istier-Dor
Istier-Dor (ros. Истер-Дор) – wieś (dieriewnia) w Rosji, w Kraju Permskim, w rejonie juświńskim. W 2010 liczyła 40 mieszkańców.